# Oenopotella ultraabyssalis
Oenopotella ultraabyssalis is een slakkensoort uit de familie van de Mangeliidae. De wetenschappelijke naam van de soort is voor het eerst geldig gepubliceerd in 1988 door Sysoev.